# Южная Ойонна
Южная Ойонна (фр. Oyonnax-Sud) — кантон во Франции, находится в регионе Рона — Альпы, департамент Эн. Входит в состав округа Нантюа.
Код INSEE кантона — 0141. Всего в кантон Южная Ойонна входят 5 коммун, из них главной коммуной является Ойонна.

## Коммуны кантона
| Коммуна   | Население, чел | Почтовый индекс | Код INSEE |
| --------- | -------------- | --------------- | --------- |
| Беллинья  | 3 488          | 01100           | 01031     |
| Груасья   | 747            | 01100           | 01181     |
| Жеоврессе | 759            | 01100           | 01171     |
| Мартинья  | 1 265          | 01100           | 01237     |
| Ойонна    | 24 162         | 01100           | 01283     |

## Население
Население кантона на 1999 год составляло 18 831 человек.
| 1962 | 1968 | 1975 | 1982 | 1990   | 1999   | 2006 | 2007 |
| ---- | ---- | ---- | ---- | ------ | ------ | ---- | ---- |
| -    | -    | -    | -    | 17 801 | 18 831 | -    | -    |